# Cleveland Publishing
Cleveland Publishing (Cleveland Publishing Co. Pty Ltd) är ett bokförlag, grundat 1953 i Sydney, Australien, av Jack Atkins. 1979 övertog sonen Les Atkins verksamheten och bolaget är familjeägt tills förlaget upphörde 2018.
Förlagets huvudsakliga utgivning har sedan starten bestått av pulp fiction (kiosklitteratur) och då främst westernböcker.
Under sin storhetstid hade förlaget 15 anställda och publicerade 18 westernböcker varje månad (varav 12 var nyutgivna och 6 återtryck) med upplagor som kunde nå 25 000 exemplar. Under 1990-talet upphörde distributionen till Nya Zeeland. 2012 hade utgivningen minskat till 8 titlar per månad.
2009 lanserade förlaget en hemsida  och började gradvis förbereda sig för utgivning av e-böcker.
Förlaget konkurrerade tidigare med förlag som Action Comics, Calvert Publishing, Currawong, Invincible Press och Horwitz men mot slutet var förlaget ensamt kvar i Australien att ge ut pulp fiction. 2016 hade förlaget en katalog omfattande närmare 10 000 titlar. Hundratals titlar hade då översatts till svenska och bland annat utgivits av B. Wahlströms bokförlag, Wennerbergs förlag och Pingvinförlaget.
Efter att försäljningen minskat under flera år meddelade förlaget i december 2018 att konkurrens från elektroniska nyhetskällor och ökande produktionskostnader gjort det omöjligt att fortsätta med bokutgivning. De 8 westernromaner som utgavs i december 2018 skulle bli förlagets sista. Samtidigt erbjöds via hemsidan e-böcker och försäljning från katalogen av de böcker som ännu fanns i lager.

## Författare som publicerats av förlaget
(respektive författares riktiga namn följs av pseudonym)
- J. Ashley - pseudonym Clint McCall
- G. C. Bleeck - Brad Cordell, Johnny Nelson
- Des R. Dunn - Adam Brady, Sheldon B. Cole, Matt Cregan, Morgan Culp, Shad Denver, Gunn Halliday, Brett Iverson, Larry Kent, Walt Renwick
- Jim Ewing - Sam Coburn
- M. Fallon - Lee Mallory, Cole Shannon
- R.J. Fittock - Walt Beaumont, Lon Donovan, Cord McCabe
- N. Gordon-Cooke - Luke Bromley, Wade Regan
- Roger Green - Cord Brecker, Cole Shelton, Matt Hollinger, Brad Houston, Sundown McCabe, Lesley Rogers, Ben Taggart
- Frank S. Greenop - Jess Beaumont, Robert Dudgeon, Walt Dundee, Hart E. Martin, Lee Thorpe
- Don Haring - Clay Anthony, Sam Bradford, Larry Kent, Ward Langley
- Keith Hetherington - Kirk Hamilton, James Keith, Brett Waring
- Philip Holden - Lee Chandler, Lee Holden, Cord McAllister
- M. Judge - Ward Kestrel
- Jim Kent - Cleve Banner, Thane Docker
- Michael Lauletta - M. R. Law
- Norman Lazenby - Wes Yancey
- Roberta Leiberman - Bobbi Barron
- Diane Dorothy Luckow Michel - Clay, Anthony, Jack Masterton[9]
- W. Lynch - Cole Borden, Mark Gorman, Dan Logan, Wilt Saunders
- J. McKinnes - Luke Stroud
- Leonard Frank Meares - Ward Brennan, Marshall Grover, Glenn Murrell, Johnny Nelson, Robert E. Rand, Shayne E. Sharpe, Clyde B. Shawn, Lee Thorpe
- Ru Pullan - Paul Easton, Cass Durand, Luke Hardin, Lew Rand
- Anthony Scott Veitch (Tony Veitch) - J. Cobb Collier, Dan Kestrel, Scott McLure, Clint Derrett
- Paul Wheelahan - E. Jefferson Clay, Emerson Dodge, Ben Jefferson, Brett McKinley